# Масленников, Валентин Николаевич
Валентин Николаевич Масленников (17.04.1927, Омск — 02.03.1976, Челябинск) — инженер, специалист в области технологии арматурных работ и армирования железобетона, лауреат Ленинской премии (1961).
Окончил Челябинский институт механизации и электрификации сельского хозяйства (ЧИМЭСХ) (1953).
В 1954—1957 гг. старший техник, инженер энергонадзора на энергокомбинате треста «Челябметаллургстрой».
В 1957—1974 гг. в институте «УралНИИстромпроект»: младший, затем старший научный сотрудник, зав. н.-и. группой лаборатории технологии арматурных работ и армирования железобетона.
С 1974 г. старший научный сотрудник н.-и. сектора института «ПромстройНИИпроект».
Автор (соавтор) 10 изобретений в области армирования железобетона. Предложил новую технологию производства железобетонных конструкций для промышленного и гражданского строительства, которая давала существенную экономию металла.
Ленинская премия 1961 года — за разработку и внедрение в производство новой технологии натяжений арматуры (с помощью электронагрева) предварительно напряжённых ЖБК для промышленного и гражданского строительств.
Умер от 02.03.1976 инфаркта.